# Естественно-научное образование
Естественно-научное образование включает в себя очень широкие направления и области естественно-научного знания физики, химии, биологии, описывающих структурные, функциональные, количественные и последовательные причинно-следственные связи материальных объектов и систем материальных объектов в поле времени-пространства среды их нахождения. Естественно-научное образование включает в себя математику, как самостоятельные направления и области абстрактного знания и как язык и логический аппарат обозначения и операций с обозначениями количественных и пространственных качеств и свойств изучаемых явлений, объектов и систем объектов всевозможных размеров, форм и качеств.
Считается, что естественно-научное образование не должно включать в себя что-либо из гуманитарных и общественных дисциплин: лингвистику, психологию, социологию, педагогику, юриспруденцию, государство и право, политологию, экономику, финансы и так далее.
Естественно-научное образование начинается в семье в процессе воспитания ребёнка. Родители дают своему ребёнку базовые представления и знания об окружающих объектах, обучают азам счёта. Естественно-научное образование продолжается в дошкольных учреждениях, в школе, лицее и углублённо преподаётся и совершенствуется в высших учебных заведениях.